# Roshanak Wardak
Roshanak Wardak (pastún: روشنک وردگ; dari:روشنک وردگ;) (1962) es una ginecóloga y expolítica afgana de la provincia de Maidan Wardak. En 2021, fue nombrada una de las 100 mujeres de la BBC, junto con otras cincuenta mujeres afganas.

## Biografía
Roshanak Wardak nació y creció en la provincia de Maidan Wardak, Afganistán. A principios de la década de 1990 durante la Guerra Civil Afgana, su padre fue asesinado y ella fue refugiada a Pakistán y allí ofreció apoyo médico a otras personas refugiadas.En 1996 Roshanak Wardak regresó más tarde a Afganistán y comenzó a ejercer ginecología después de enterarse de que más de 40 mujeres habían muerto durante el parto en su provincia natal de Maidan Wardak.
Abrió su primera clínica ese año, poco antes del inicio del régimen talibán.Después de este período, Roshanak Wardak fue la única doctora que ejercía en la provincia de Maidan Wardak. También desafió las normas al negarse a usar burka, aunque seguía adhiriéndose a los códigos de vestimenta islámicos.En 2010 después de terminar su carrera política Roshanak Wardak reanudó su trabajo a tiempo completo como médica.
En 2021, no está casada y vive en Saidabad, donde tiene una clínica privada.

## Carrera política
Su padre y su abuelo habían sido políticos locales, y en las elecciones parlamentarias de 2005 Roshanak Wardak se presentó como candidata independiente y fue elegida miembro de la Cámara del Pueblo de la provincia de Maidan Wardak. Durante su mandato como parlamentaria, criticó la intervención militar occidental en Afganistán y apoyó la formación de relaciones con los talibanes para llegar a acuerdos más duraderos y evitar más conflictos. Elogió elementos del gobierno talibán vigente a finales de la década de 1990 incluido el nivel de seguridad que trajeron al país aunque fue más crítica con la posterior insurgencia talibán a la que comparó con un grupo de criminales.
Roshanak Wardak ha criticado a los talibanes por su postura sobre la educación femenina, comentando en 2010 que la provincia de Maidan Wardak no tenía escuelas para niñas en sus distritos pashtunes donde el apoyo a los talibanes era mayor.
Wardak continuó trabajando a tiempo parcial como médica en un hospital de Saydabad durante su mandato como diputada.Tras las elecciones parlamentarias de 2010, Roshanak Wardak dejó de ser diputada. Durante la campaña electoral recibió amenazas de funcionarios talibanes y acusó a otros candidatos de manipulación de votos.
Elogió inicialmente el regreso de los talibanes al poder tras la caída de Kabul en agosto de 2022, considerando corrupto el anterior gobierno dirigido por Ashraf Ghani.
Desde entonces, se ha vuelto más crítica con el régimen, particularmente con respecto a su posición sobre la educación de las niñas, y ha abogado públicamente por la reapertura de las escuelas para niñas en todo el país.

## Reconocimientos
- En 2021 fue reconocida como una de las 100 mujeres de la BBC.[9]